# Experiment periculos
Experiment periculos (engleză Altered states) este un film american  din anul 1980, ce combină genurile science fiction și horror. Este o ecranizare după romanul cu același nume. Actorii principali sunt William Hurt, Blair Brown și Bob Balaban. Atât filmul, cât și cartea au la bază cercetările lui John C. Lilly referitoare la așa-numita privare senzorială, realizată într-un rezervor de izolare, sub influența unor droguri psihoactive, cum ar fi mescalina, ketamina sau dietilamida acidului lisergic. 
Filmul a fost o sursă de inspirație pentru serialul american Fringe.

## Actori
- William Hurt ca Dr. Edward "Eddie" Jessup
- Blair Brown ca Emily Jessup
- Bob Balaban ca Arthur Rosenberg
- Charles Haid ca Mason Parrish
- Thaao Penghlis ca Eduardo Echeverria
- Drew Barrymore ca Margaret Jessup
- Megan Jeffers ca Grace Jessup
- Miguel Godreau ca omul primitiv
- Dori Brenner ca Sylvia Rosenberg
- Peter Brandon ca Alan Hobart
- Charles White-Eagle ca The Brujo
- John Larroquette ca tehnician radiologie
- George Gaynes ca Dr. Wissenschaft
- Jack Murdock ca Hector Orteco